# Revista Portuense
La Revista Portuense fue un periódico español editado en El Puerto de Santa María entre 1889 y 1936.

## Historia
Fundada en 1889 por Dionisio Pérez Gutiérrez —que también sería su director—, a pesar de su nombre la Revista Portuense fue un periódico que se editaba con carácter diario. Si bien fue una publicación modesta y de ámbito comarcal, logró mantener una existencia estable. Diario de signo monárquico y conservador, durante el periodo de la Restauración se mantuvo cercana al Partido Conservador, si bien durante la Segunda República se posicionó favorable a la CEDA. En estos años se encontraba dirigido por Luis Pérez Gutiérrez. Continuaría editándose hasta el comienzo de la Guerra civil.